# Mammillaria densispina
Mammillaria decipiens es una especie perteneciente a la familia Cactaceae. Es originaria de México.

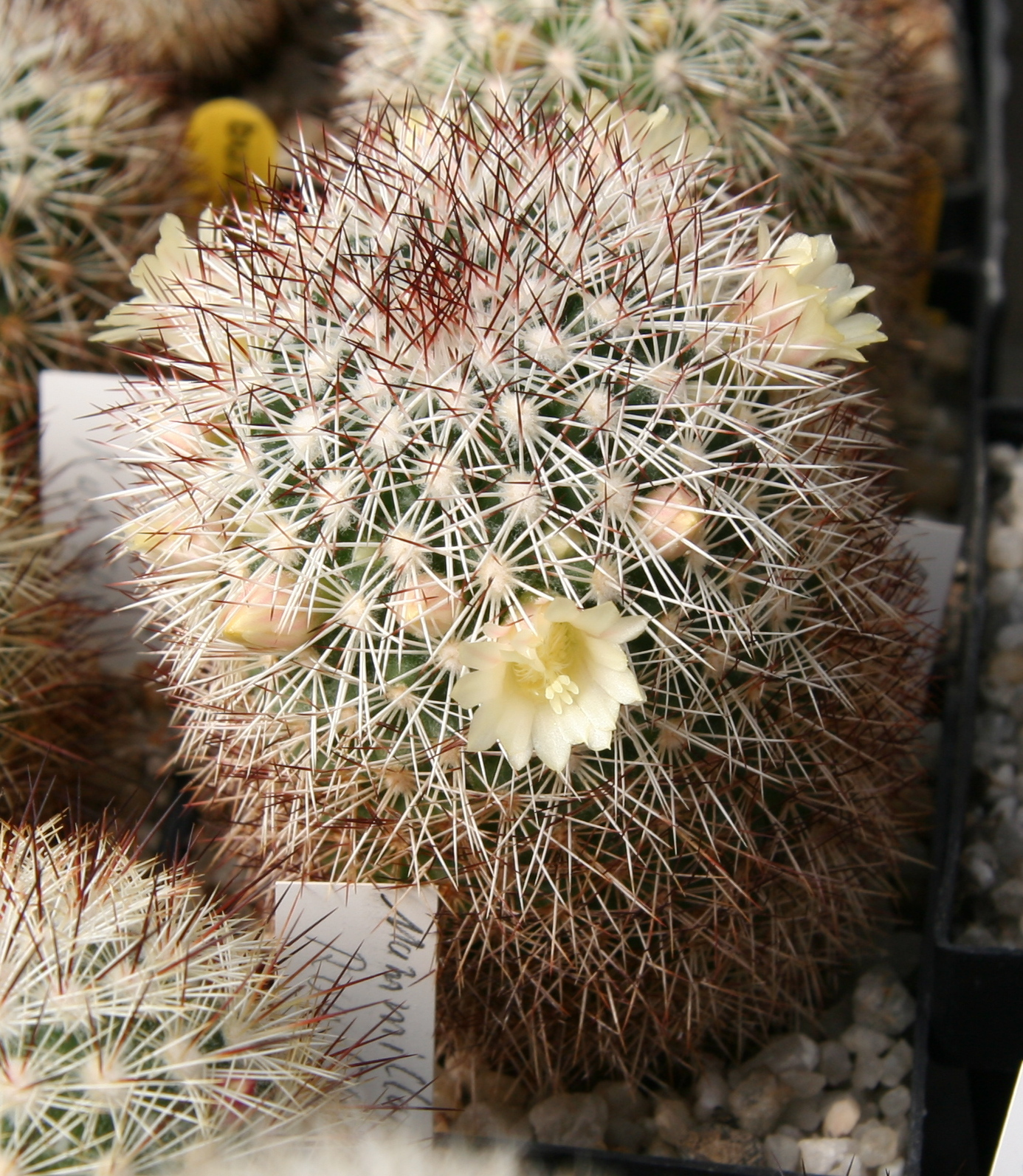
Vista de la planta

## Descripción
Mammillaria densispina es una especie que crece solitaria. Es esférica a cilíndrica, de color verde oscuro que alcanza hasta 12 cm de altura y hasta 6 cm de diámetro. Las areolas son resistentes, de forma cónica y sin látex.  Las 6  espinas centrales son rectas, rígidas, de color amarillo con la punta oscura  de 1 a 1,5 centímetros. Las  25 espinas radiales son rígidas, aciculares y delgadas,  de color amarillo de 0,8 a 1 centímetro de longitud. Las flores son amarillas en forma de embudo, de 1,5 a 2 cm de largo. 

## Distribución
Mammillaria densispina se encuentra en los estados mexicanos de San Luis Potosí, Guanajuato, Jalisco, Aguascalientes, Durango, Querétaro y Zacatecas.

## Taxonomía
Mammillaria densispina fue descrita por (J.M.Coult.) Orcutt y publicado en Cactography 7, en el año 1926.
Etimología
Mammillaria: nombre genérico que fue descrita por vez primera por Carolus Linnaeus como Cactus mammillaris en 1753, nombre derivado del latín mammilla = tubérculo, en alusión a los tubérculos que son una de las características del género.
densispina: latíno que significa "con densidad de espinas".
Sinonimia
- Cactus densispina
- Neomammillaria densispina
- Mammillaria buxbaumiana[3]